# Nennmaß
Nennmaße sind Zahlenangaben auf technischen Zeichnungen und sonstigen Bau- und Lageplänen, die den mathematischen Abstand zwischen zwei Mess- bzw. Konstruktions-Bezugspunkten festlegen. Im Gegensatz zu den tatsächlich gemessenen Istmaßen geben sie die geplanten Maße an.
Als Maßangabe ist das Nennmaß eine Größe, die unter Berücksichtigung der Toleranzangaben dazu dient, die zulässigen Grenzmaße eines Bauteils oder einer Baugruppe festzulegen. Die Grenzmaße sind das Höchst- bzw. Größtmaß und das Mindest- bzw. Kleinstmaß, zwischen denen das Istmaß eines Werkstückes liegen muss. Die Grenzmaße werden in der Regel durch den Konstrukteur mit Toleranzangaben auf der Zeichnung festgelegt. Der Wert in der Mitte des Toleranzfeldes wird als Sollmaß bezeichnet.
In der Regel entspricht das Nennmaß dem Sollmaß. Es kommt jedoch vor, dass diese beiden Werte voneinander abweichen, und zwar bei einseitiger Toleranz, z. B. bei {\displaystyle 150_{+0,15}^{+0,25}}. Das Sollmaß beträgt hier 150,2 mm mit der Toleranz ± 0,05 mm, das Nennmaß jedoch 150(,0) mm. Dieses Vorgehen ergibt sich aus dem ungelösten Widerspruch zwischen möglichst ganzzahligen Nennmaßen und Nennmaßen als Sollmaßen.